# Хун Лянцзі
Хун Лянцзі (洪亮吉, 17 жовтня 1746 — 24 червня 1809) — китайський філософ, письменник, каліграф, вчений, державний діяч часів династії Цін, автор оригінальної демографічної теорії.

## Життєпис
Народився 17 жовтня 1746 року у м. Янху (сучасний Уцзінь), на території Ханчжоу провінція Цзянсу. Походив зі знатної родини спадкових вчених і чиновників. Його батько Хун Цяо помер, коли йому було п'ять років. Він виховувався в родині бабусі по материнській лінії і у 1768 році одружився з кузиною, яка мешкала там само. У 1769 році отримав перший вчений ступінь сюцай, у 1780 році, після десятиліття невдалих спроб, — другий ступінь цзюйжень, а у 1790 році, також після чотирьох провалів і дев'яти років служби секретарем губернатора в Сіані (1781–1785), Кайфині (1785–1788) і Учані (1788–1790), блискуче склав іспит на вищий ступінь цзіньши і був зарахований до академії Ханьлінь.
У 1792 році отримав направлення на посаду інспектора освіти провінції Гуйчжоу, де провів три роки, після чого у 1796 році повернувся до столиці. Там у 1797 році був призначений в школу для великих князів і став наставником принца Ічуна. Восени 1798 року на кваліфікаційному іспиті для вищих чиновників і членів Ханьлінь написав твір «Про припинення єретичних навчань». У 1799 році отримав посаду офіційного укладача хроніки імператора Ґаоцзуна і професора Державної академії. Проте у жовтні того ж року, порушивши субординацію, Хун Лянцзі подав принцу Чену доповідь з критикою зловживань в державному апараті, невтішними зауваженнями на адресу самого імператора і вимогою покарань прихильників недавно страченого всесильного тимчасового і небаченого корупціонера Хешеня. Після передачі цієї доповіді молодому імператорові Жень-цзуну Хун Лянцзі було негайно зміщено з усіх посад і заарештовано, а потім засуджено до смертної кари, але помилувано і заслано на західну околицю в Ілі. Його подорож туди тривало з 26 жовтня 1799 року по 5 березня 1800 року. Навесні того року в центральних районах імперії лютувала посуха, і імператор, слідуючи традиційним уявленням про його сили мироустрою, молив Небо про дощ і обіцяв амністію, але лише після того, як 26 травня її отримав Хун Лянцзі, над Пекіном розпочався рясний дощ.
Хун Лянцзі, прийнявши псевдоним Геншен (Відроджений), 24 жовтня 1800 року повернувся додому, а у 1802 році став главою Янчуаньської академії в Цзінде, провінція Аньхой. Помер 24 червня 1809 року.

## Наукова діяльність

### Історія та географія
Хун Лянцзі склав цілий ряд історико—краєзнавчих і географічних творів, присвячених окремим районам Китаю. У 1787 році він створив і в 1803 році опублікував великий, у 50 розділів (цзюань), географічний опис всієї країни «Цянь-лун футин чжоусянь чжи» («Трактат про округи, префектури, області та повіти Китаю епохи Цяньлун»). Також є автором краєзнавчого опис «Тяньшань ке хуа» («Розповідь того, який гостював у горах Тяньшань»).

### Філософія
Найважливіший філософський твір Хун Лянцзі «І янь» («Осмислені слова»), що складається з 20 есе і входить до збірки «Цзюань-ши ге цзи», було написано у 1793 році. Його основний зміст — спростування віри у «навіювання та духів», «безсмертних» і безсмертя, виступив також проти віри в «приречення».
Найбільш оригінальним досягненням Хун Лян-цзи стало висунення в цій книзі, тобто на п'ять років раніше Мальтуса, принципу постійного випередження зростання чисельності народонаселення порівняно із зростанням продовольчих, земельних та житлових ресурсів. Воно не супроводжувалося скільки—небудь значними соціально—політичними, економічними або правовими висновками, хоча він ясно вбачав у цьому державну проблему. Традиційні уявлення про природні продуктивні сили «неба і землі», що породжують людей і непідвладних правителям, не дозволили Хун Лянцзі прийти до думки про можливість державного контролю над народжуваністю.

## Літературная діяльність
Його поезія і проза представлена у збірниках: "Цзюань-ши гецзи "(«Зібрання творів з Дурникової палати»), «Ген-шен чжай цзи» («Зібрання творів з кабінету Відродженого»), «Фуцзе сюаньцзи» («Зібрання творів з будиночка, що обліплено молюсками»). Повне зібрання його творів «Хун Бей-цзян іцзі»(« Зібрання творів, залишених Хун Бейцзянь») було опубліковано у 1889 році в Хубеї його правнуком Хун Юнцінем.
Хун Лянцзі залишив про своє заслання цікавий щоденник «Ілі жи цзи» («Ілійські щоденні записи»), де виклав дав опис своїй подорожі в Ілі.